# Aldea del Rey
Aldea del Rey település Spanyolországban, Ciudad Real tartományban. Aldea del Rey Almagro, Ciudad Real, Argamasilla de Calatrava, Calzada de Calatrava, Granátula de Calatrava, Puertollano és Villanueva de San Carlos községekkel határos. Lakosainak száma 1577 fő (2024).

## Népesség
A település népessége az elmúlt években az alábbi módon változott:
| Lakosok száma | 2168 | 2051 | 2002 | 2017 | 1969 | 1858 | 1721 | 1657 | 1598 | 1577 |
|               | 2001 | 2004 | 2006 | 2009 | 2011 | 2014 | 2016 | 2019 | 2021 | 2024 |